# Relaciones México-Yemen
Las naciones de México y Yemen establecieron relaciones diplomáticas en 1975. Ambas naciones son miembros de las Naciones Unidas.

## Historia
México estableció relaciones diplomáticas con la entonces República Árabe de Yemen (Yemen del Norte) el 11 de diciembre de 1975.  Al unificarse ese país con la República Democrática Popular del Yemen (Yemen del Sur) en mayo de 1990, México continuó la relación con el Yemen unificado.Los vínculos se han desarrollado principalmente en el marco de foros multilaterales. 
En mayo de 2010, México abrió un consulado honorario en Saná. En noviembre de 2010, el gobierno de Yemen envió una delegación de 16 miembros para asistir a la Conferencia de las Naciones Unidas sobre el Cambio Climático de 2010 en Cancún, México.
En 2015, comenzó una guerra civil en Yemen. México sigue con gran atención los acontecimientos en ese país y, en 2017, anunció una contribución voluntaria de US$225,000 dólares para la lucha contra la epidemia de cólera que afectó a Yemen como consecuencia del conflicto armado. Al igual que en el caso de Siria, los recursos prometidos se gestionaron y entregaron por medio de las Naciones Unidas.
En noviembre de 2023, dos tripulantes mexicanos fueron secuestrados junto con el resto de la tripulación del barco Galaxy Leader por rebeldes hutíes de Yemen. Los dos mexicanos fueron liberados en enero de 2025.

## Misiones diplomáticas
- México está acreditado ante Yemen a través de su embajada en Riad, Arabia Saudita y mantiene un consulado honorario en Saná.[5]
- Yemen está acreditado ante México a través de su embajada en Washington D. C., Estados Unidos.[6]